# Max Cohen-Olivar
Max Cohen-Olivar (ur. 30 kwietnia 1945 w Casablance, zm. 21 maja 2018 tamże) – marokański kierowca wyścigowy.

## Kariera
Cohen-Olivar rozpoczął karierę w międzynarodowych wyścigach samochodowych w 1973 roku od startów w klasie S 3.0 24-godzinnego wyścigu Le Mans, gdzie został sklasyfikowany na dziewiątej pozycji. W późniejszych latach Marokańczyk pojawiał się także w stawce World Championship for Drivers and Makes, FIA World Endurance Championship, World Sports-Prototype Championship, Sportscar World Championship, FIA GT Championship, American Le Mans Series oraz French GT Championship.